# Bozate
Bozate est un village situé dans la commune de Baztan dans la Communauté forale de Navarre, en Espagne. Le village est considéré comme un quartier d'Arizkun.
Bozate est situé dans la zone linguistique bascophone de Navarre.

## Présentation

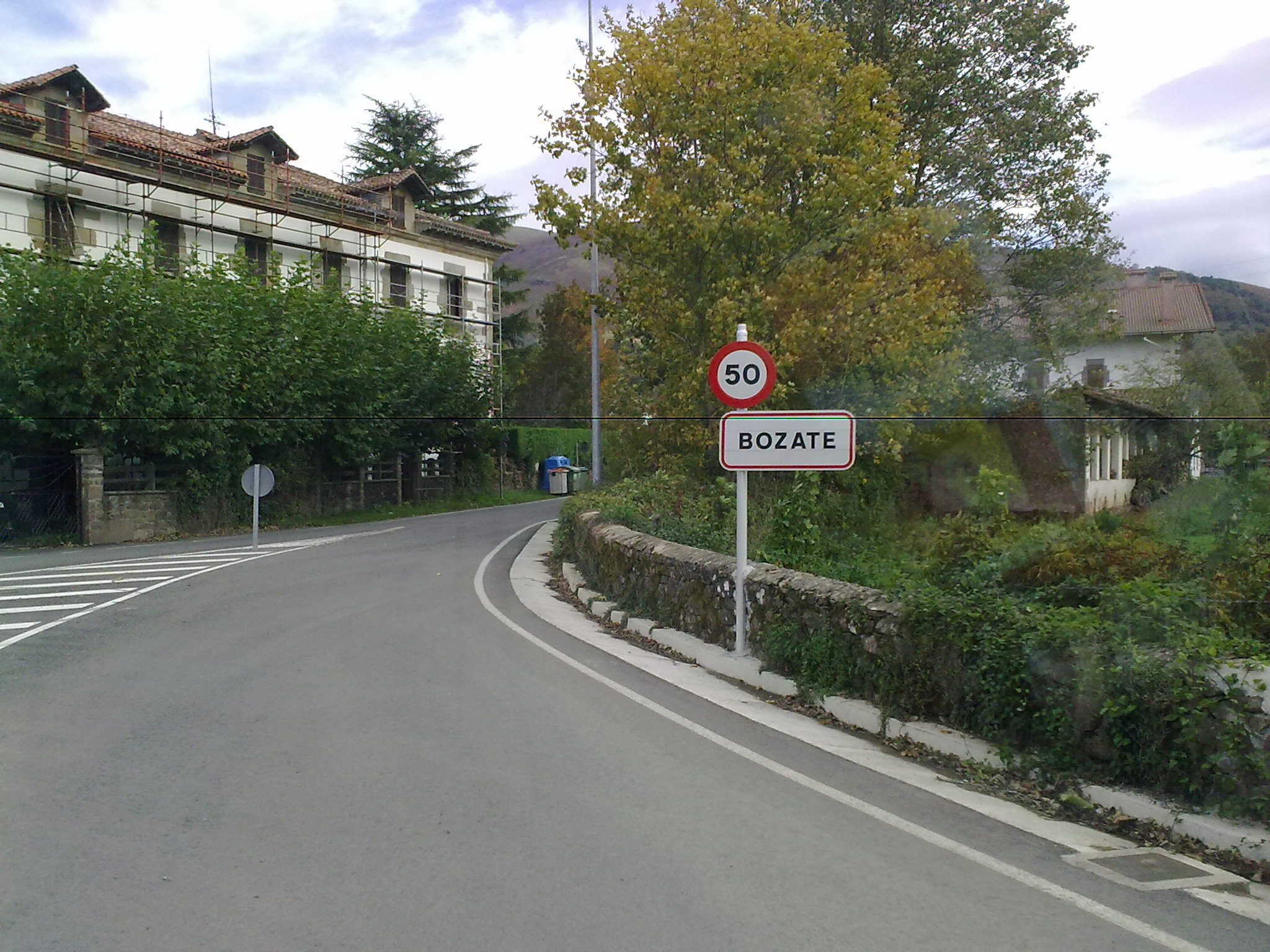
Entrée dans Bozate.

Ce quartier est célèbre pour avoir été la dernière enclave connue des Cagots, population de parias répandus au Moyen Âge de part et d'autre des Pyrénées et un groupe social discriminé pour des raisons obscures, mais surtout liées à la lèpre.
Actuellement il y a 96 habitants et c'est un centre de tourisme rural. Dans cette localité on trouve le Musée Ethnographique des Cagots, promu par le sculpteur navarrais Xabier Santxotena.